# مكدامية ينغيانية

مكدامية يُنغيانية (الاسم العلمي:Macadamia youngiana) هي نوع نباتي يتبع جنس المكدامية من الفصيلة البروطية.